# Johan De Roo
Johan E.A. De Roo, né à Beernem le 15 janvier 1948) est un homme politique belge flamand, membre de CD&V, tendance ACW.

## Carrière politique
- 1985-1991 : député belge (Gent-Eeklo)
- 1991-1995 : sénateur belge élu directe (Gent-Eeklo)
- 1995-2004 : député flamand
- 1998-     : bourgmestre de Maldegem